# Circuitul Hungaroring

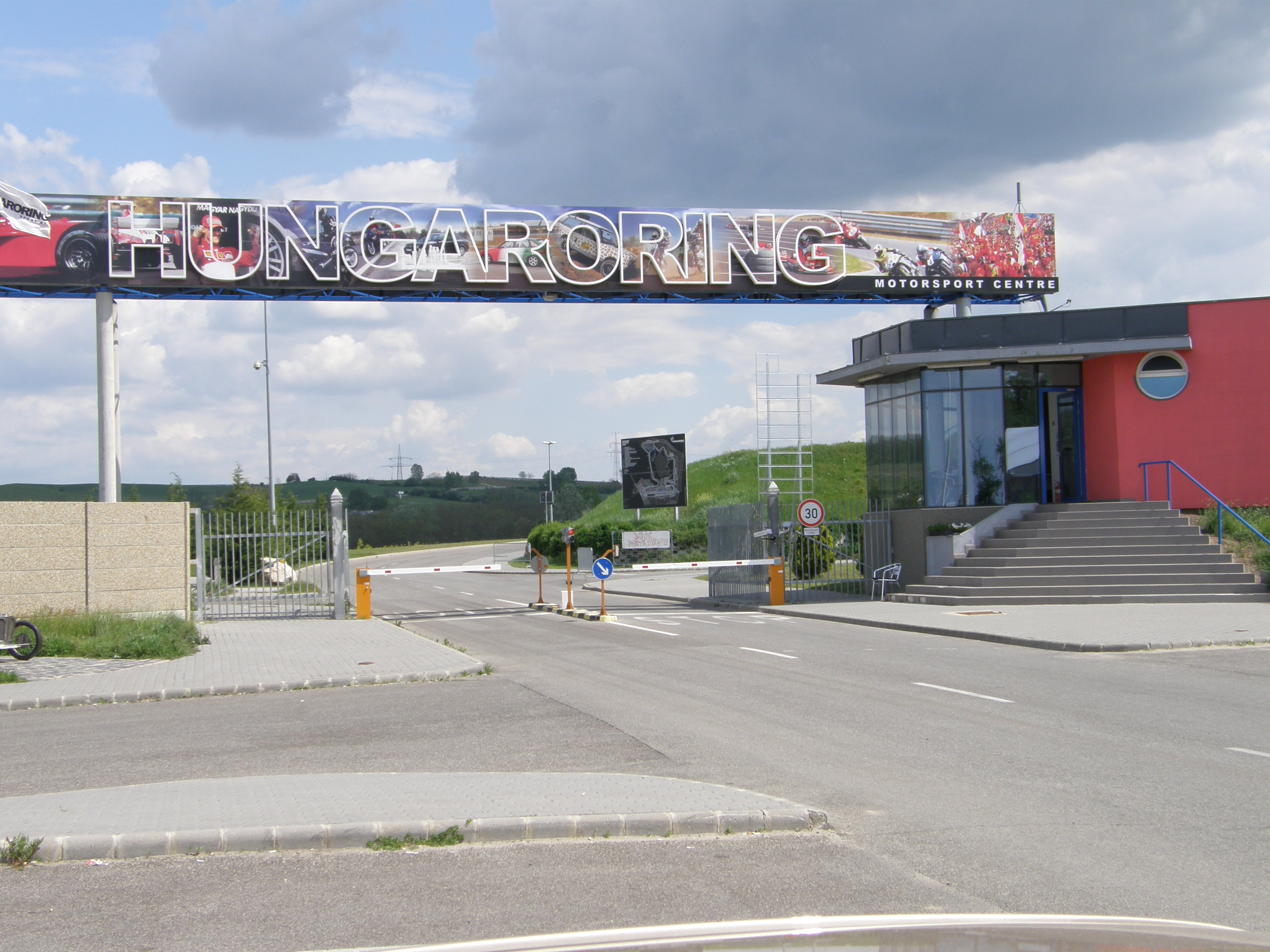
Hungaroring – gate

Hungaroring este un circuit de curse auto situat lângă orașul Mogyoród, la aproximativ 20 km nord-est de Budapesta, în Ungaria. A fost inaugurat în anul 1986 și este cunoscut pentru găzduirea Marele Premiu al Ungariei din cadrul Campionatul Mondial de Formula 1.
Circuitul a fost primul din spatele fostei Cortina de Fier care a găzduit o etapă de Formula 1 și rămâne o locație constantă în calendarul competiției. Hungaroring este un circuit tehnic, îngust și sinuos, deseori comparat cu un "kartodrom mare", ceea ce face ca depășirile să fie dificile, punând accent pe strategie și calificări.
Lungimea circuitului este de aproximativ 4,381 km, iar o cursă de Formula 1 se desfășoară pe 70 de tururi, totalizând peste 300 km. De-a lungul anilor, circuitul a suferit mai multe modificări minore pentru a îmbunătăți siguranța și spectacolul competițiilor.
Hungaroring găzduiește și alte evenimente motorsport, cum ar fi WTCR, Formula 2, GP3, precum și diverse competiții locale și europene.